# Bitka za Mérido
Bitka za Mérido je bila bitka španske državljanske vojne, ko je hotela republikanska milica dvakrat zadržati prodiranje Vojske Afrike blizu mesta Mérida. 
Nacionalisti so zmagali v tej bitki, ki je odločilo vplivala na zmago v bitki za Badajoz nekaj dni pozneje.

## Napredovanje Vojske Afrike
Nacionalisti, pod poveljstvom polkovnika Asensio, so se zbrali pri Sevilji, kjer so prejeli nemško in italijansko pomoč. 2. avgusta 1936 so pričeli z bliskovitim prodorom, zahvaljujoč tovornjakom, ki jih je priskrbel general Queipo de Llano. Major Castejón je sledil z drugo kolono 3. avgusta.
Asensio je prodiral na sever in 6. avgusta razbil republikanski napad. Naslednji dan je Vojska Afrike premagala republikance in jih prisilila, da so zapustili vas Almadralejo; obe strani sta utrpeli močne izgube. Republikanci so se nato umaknili proti Méridi, medtem ko so nacionalisti zaustavili prodor ter se okrepili.

## Bitka
10. avgusta je republikanska milica ponovno poskusila zaustaviti republikance pri Guadiani, a so bili poraženi in so se umaknili.
11. avgusta se je odvili zadnje dejanje bitke. Medtem, ko so republikanci hoteli obkoliti nacionalisti, je prispela republikanska okrepitev (kontingent Asaltos in Guardia Civil) iz Madrida. Bitko je odločila Španska legija, ki je bila bolj izkušena kot republikanci in jih je z lahkoto uničila.